# Apomecyna minima
Apomecyna minima är en skalbaggsart som beskrevs av Stefan von Breuning 1938. Apomecyna minima ingår i släktet Apomecyna och familjen långhorningar. Inga underarter finns listade i Catalogue of Life.